# Жарлысу
Жарлысу (каз. Жарлысу) — село в Рыскуловском районе Жамбылской области Казахстана. Входит в состав Орнекского сельского округа. Находится примерно в 36 км к западу от районного центра, села Кулан. Код КАТО — 315051300.

## Население
В 1999 году население села составляло 944 человека (471 мужчина и 473 женщины). По данным переписи 2009 года, в селе проживало 1260 человек (653 мужчины и 607 женщин).